# Februar 1983
Portal Geschichte | Portal Biografien | Aktuelle Ereignisse | Jahreskalender | Tagesartikel

◄ |
19. Jahrhundert |
20. Jahrhundert
| 21. Jahrhundert

◄ |
1950er |
1960er |
1970er |
1980er
| 1990er | 2000er | 2010er | ►

◄ |
1979 |
1980 |
1981 |
1982 |
1983
| 1984 | 1985 | 1986 | 1987 | ►

◄ |
November 1982 |
Dezember 1982 |
Januar 1983 |
Februar 1983 |
März 1983 |
April 1983 |
Mai 1983 |
►
Dieser Artikel behandelt aktuelle Nachrichten und Ereignisse im Februar 1983.

## Tagesgeschehen

### Freitag, 4. Februar 1983
- Bonn/Deutschland: Der Bundesrat stimmt für die Verlängerung der Dauer des Zivildiensts für Kriegsdienstverweigerer um vier Monate auf 20 Monate.[1]
- Lissabon/Portugal: Knapp zwei Monate nach der Ankündigung des Ministerpräsidenten Francisco Pinto Balsemão von der Sozialdemokratischen Partei, als Regierungschef zurückzutreten, und in Folge der fehlgeschlagenen Nachfolgelösung in Person von Vítor Crespo, Mitglied der Bewegung der Streitkräfte, löst Präsident António Ramalho Eanes die Versammlung der Republik auf. Die Neuwahl des Parlaments soll im April stattfinden.[2]

### Samstag, 5. Februar 1983
- Paris/Frankreich: Der deutsche Modeschöpfer Karl Lagerfeld präsentiert seine erste Haute-Couture-Kollektion, seit er zum künstlerischen Leiter des ehemals weltweit erfolgreichen Modekonzerns Chanel ernannt wurde.[3]

### Dienstag, 8. Februar 1983
- Melbourne/Australien: Während einer monatelangen Dürre im Bundesstaat Victoria trifft ein Sandsturm die größte Stadt des Bundesstaats und schränkt dort die Sichtweite auf circa 100 m ein. Die Temperatur fällt von mehr als 43 °C rapide ab, es kommen aber durch das Wetterereignis keine Menschen ums Leben.[4]

### Donnerstag, 10. Februar 1983
- Belfast/Vereinigtes Königreich: Zwei Tage nach der Entführung des Rennpferds Shergar gibt der eingeschaltete Vermittler Derek Thompson seine Verhandlungen mit den Entführern notgedrungen auf. Die Polizei vermutet, dass der Hengst bereits getötet wurde. Das Englische Vollblut besaß einen Wert von 15 Millionen US-Dollar.[5]

### Sonntag, 13. Februar 1983
- Turin/Italien: Im Statuto-Kino entwickelt sich während einer Filmvorführung ein Großfeuer. Hauptsächlich wegen blockierter Notausgänge sterben 64 Menschen an einer Rauchgasvergiftung.[6]

### Montag, 14. Februar 1983
- Dhaka/Bangladesch: Studenten aus dem linken politischen Spektrum demonstrieren gegen die Erziehungspolitik von Majid Khan (englisch Majid Khan Education Policy), die der diktatorisch regierende selbsternannte Oberste Administrator des Kriegsrechts Hossain Mohammad Ershad verordnete. Die Demonstrationsroute führt zum Regierungssitz, doch bewaffnete Sicherheitskräfte stoppen den Zug, dabei erschießen sie mindestens zehn Teilnehmer und verletzen mehrere hundert.[7]

### Mittwoch, 16. Februar 1983

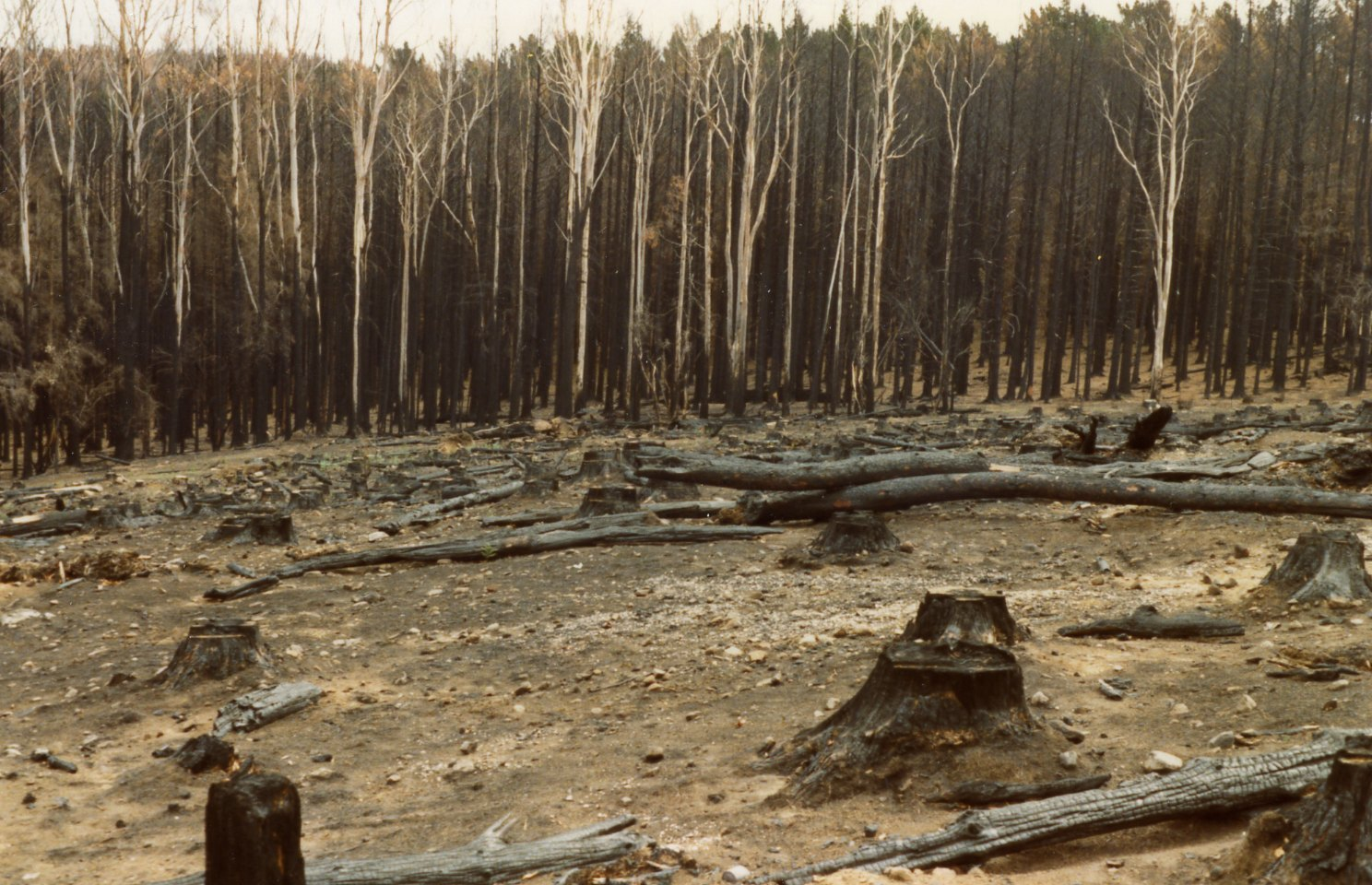
Pinienwald nach dem Buschfeuer

- Karlsruhe/Deutschland: Das Bundesverfassungsgericht urteilt, dass der deutsche Bundeskanzler eine Vertrauensfrage vor dem Bundestag stellen darf, wenn die „politischen Kräfteverhältnisse im Bundestag seine Handlungsfähigkeit so beeinträchtigen oder lähmen, dass er eine vom stetigen Vertrauen der Mehrheit getragene Politik nicht sinnvoll zu verfolgen vermag“, und befindet damit, dass die Vertrauensfragen der Kanzler Helmut Schmidt (SPD) und Helmut Kohl (CDU) im Jahr 1982 keine Verstöße gegen das Grundgesetz darstellten.[8]
- Südaustralien, Victoria/Australien: Binnen zwölf Stunden entzünden sich mehr als 180 Buschfeuer, die sich vereinigen. Das Großfeuer bewegt sich bei einer Windgeschwindigkeit von circa 110 km/h über das Land. Häufige Windwechsel erschweren die Arbeit der Rettungskräfte. In dem Feuer kommen mehr als 70 Menschen ums Leben. Es zerstört 418.000 ha Land und über 2.000 Häuser.[9]

### Donnerstag, 17. Februar 1983

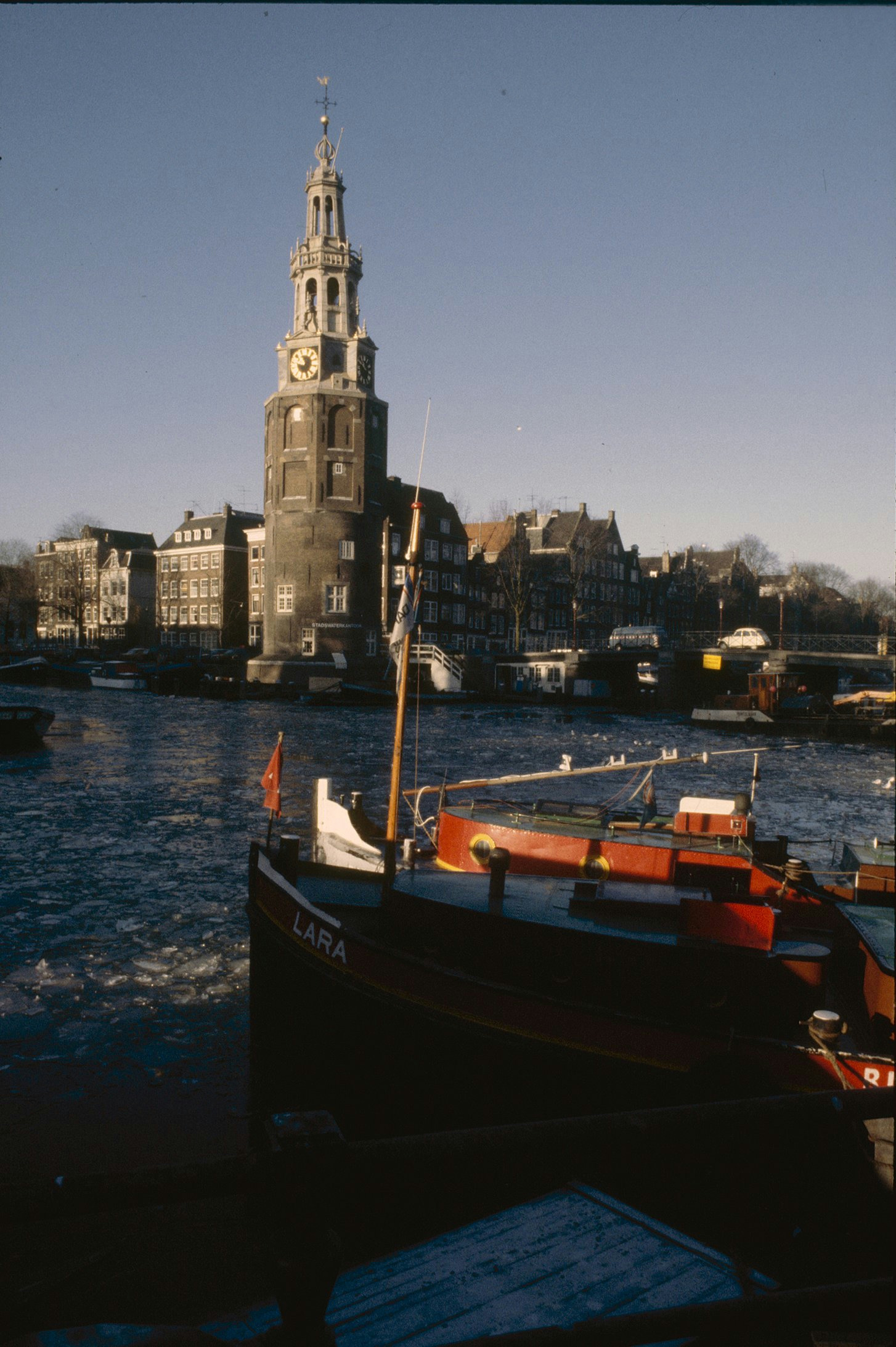
Amsterdam, Niederlande

- Den Haag/Niederlande: Die Verfassung der Niederlande wird gekürzt und modernisiert. Das Wort „Krone“ ist gestrichen und in Artikel 32 wird die Stadt Amsterdam explizit als Hauptstadt des Landes bezeichnet, nachdem sie aus historischen Gründen bereits von den meisten Staatsbürgern als diese betrachtet wurde.[10]

### Freitag, 18. Februar 1983
- Assam/Indien: In einem Pogrom gegen Muslime ermorden Angehörige des Tiwa-Stamms wie auch ethnische Assamesen im Bundesstaat Assam mindestens 1.800 Menschen, manche Quellen nennen höhere Opferzahlen. Die Massaker in verschiedenen Dörfern werden als Folge der zunehmenden Einwanderung und politischen Teilhabe von Bengalen aus Bangladesch gedeutet, treffen allerdings muslimische Einwohner, deren Familien schon seit Jahrzehnten in Assam ansässig sind.[11]
- Berlin/Deutschland: Die 33. Internationalen Filmfestspiele Berlin werden mit dem Film Tootsie des amerikanischen Regisseurs Sydney Pollack eröffnet.[12]

### Mittwoch, 23. Februar 1983
- Los Angeles/Vereinigte Staaten: Bei den 25. Grammy Awards wird u. a. der Amerikaner Willie Nelson für die Interpretation des Lieds You are always on my mind ausgezeichnet. Der Titel wird außerdem als bester Song des Jahres 1982 prämiert.[13]

### Donnerstag, 24. Februar 1983
- Berlin/Deutschland: Der Niederländer Rudi Carrell wird als bester TV-Unterhalter mit der Goldenen Kamera ausgezeichnet.[14]

### Sonntag, 27. Februar 1983
- Bern/Schweiz: Die Stimmberechtigten nehmen in einer Volksabstimmung den Bundesbeschluss zur Neuregelung bei den Treibstoffzöllen an und lehnen den Bundesbeschluss für einen Energieartikel in der Verfassung ab. Die Treibstoffzölle sind damit nicht länger ausschließlich zur Finanzierung der Nationalstrassen bestimmt. Der abgelehnte Energieartikel sollte den Staat ermächtigen, energiepolitische Gesetze zu erlassen, die einen sparsameren Umgang mit Energie bewirken.[15]
- Dakar/Senegal: Die Wahl zur Nationalversammlung bringt mit der Sozialistischen Partei einen eindeutigen Sieger hervor. 111 der 120 Sitze stehen der Partei zu, aus deren Reihen auch Präsident Abdou Diouf kommt.[16]

## Weblinks

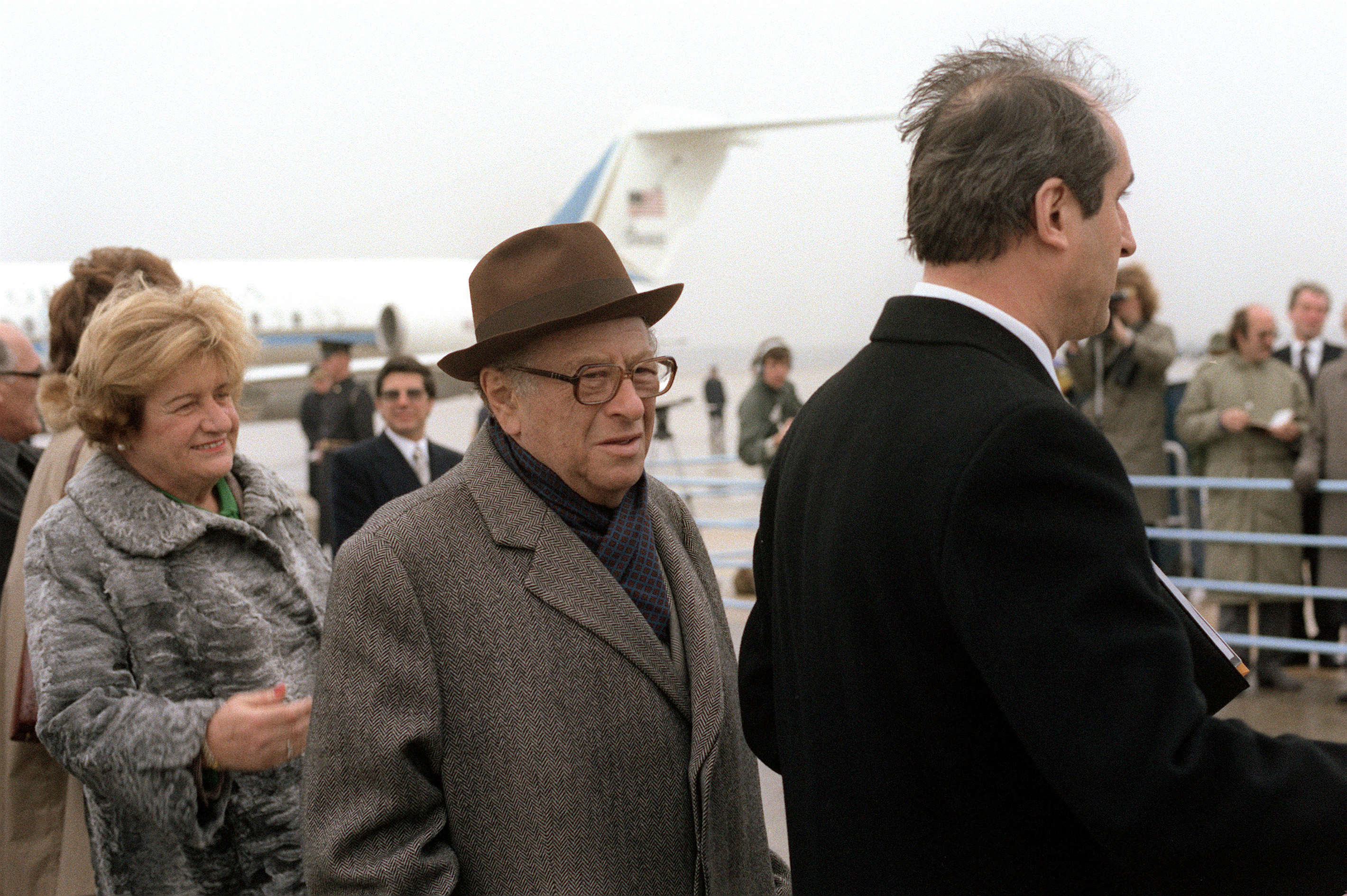
Maryland im Februar 1983